# Ashoro
Ashoro (足寄町, Ashoro-chō) est un bourg du district d'Ashoro, situé dans la sous-préfecture de Tokachi, sur l'île de Hokkaidō, au Japon.

## Géographie

### Situation
Le bourg d'Ashoro est situé dans le nord-est de la sous-préfecture de Tokachi, sur l'île de Hokkaidō, au Japon.
Au nord-ouest de la commune se trouvent les monts Minamikumaneshiri (南クマネシリ岳, Minamikumaneshiri-dake), Kumaneshiri (クマネシリ岳, Kumaneshiri-dake), Nishi-Kumaneshiri (西クマネシリ岳, Nishi-Kumaneshiri-dake) et Kito-Ushi (喜登牛山, Kito-Ushi-yama), au nord le mont Higashi-Mikuni (東三国山, Higashi-Mikuni-yama), au nord-est les sommets Meakan et Akan Fuji (ja) (阿寒富士) du massif montagneux Akan et au sud-est le mont Ukotakinupuri (ウコタキヌプリ).

### Hydrographie
Le lac Onnetō, au cœur du parc national d'Akan, est le principal lieu touristique d'Ashoro.
La rivière Toshibetsu (ja) (利別川, Toshibetsu-gawa) passe à l'est de la municipalité et est rejointe par la rivière Ashoro (足寄川, Ashoro-gawa) qui se trouve au sud-est, tandis que la rivière Biribetsu (ja) (美里別川, Biribetsu-gawa) passe au nord-ouest.

### Climat
| Mois                                             | jan.       | fév.      | mars       | avril      | mai       | juin      | jui.      | août      | sep.      | oct.      | nov.       | déc.       | année      |
| ------------------------------------------------ | ---------- | --------- | ---------- | ---------- | --------- | --------- | --------- | --------- | --------- | --------- | ---------- | ---------- | ---------- |
| Température minimale moyenne (°C)                | −16,3      | −15,2     | −7,5       | −1,1       | 4,8       | 10,2      | 14,8      | 16        | 11,1      | 3,2       | −3,6       | −12,2      | 0,4        |
| Température moyenne (°C)                         | −9,1       | −7,5      | −1,4       | 5,2        | 11,2      | 15,3      | 19,1      | 20,1      | 16        | 9,1       | 2          | −5,9       | 6,2        |
| Température maximale moyenne (°C)                | −1,4       | −0,1      | 4,6        | 11,9       | 18,2      | 21,7      | 24,7      | 25,6      | 22        | 15,9      | 8,2        | 0,8        | 12,7       |
| Record de froid (°C) date du record              | −29,4 2000 | −29 1978  | −21,9 2005 | −13,3 1987 | −5,4 2001 | −0,6 1989 | 5,1 1990  | 5,7 2004  | −1 2001   | −7,3 2004 | −17,2 1986 | −24,4 2004 | −29,4 2000 |
| Record de chaleur (°C) date du record            | 7,3 1983   | 11,8 2020 | 19,2 2023  | 30 2015    | 38,8 2019 | 37,1 2010 | 37,5 2021 | 36,6 2021 | 34,4 2020 | 26,8 1987 | 21,4 2015  | 13,9 1989  | 38,8 2019  |
| Ensoleillement (h)                               | 181,8      | 173,1     | 203,4      | 183,1      | 176,4     | 146,9     | 123,8     | 127       | 144,2     | 167,4     | 161,9      | 164,9      | 1 953,9    |
| Précipitations (mm)                              | 26,2       | 17,7      | 32,3       | 55,8       | 83,8      | 72,4      | 114       | 147,3     | 124,5     | 79,6      | 44         | 36         | 833,5      |
| Nombre de jours avec précipitations              | 5,1        | 4,3       | 6,1        | 8,1        | 10,1      | 9,5       | 10,4      | 11,4      | 10,6      | 8,8       | 7,3        | 6,6        | 98,3       |
| dont nombre de jours avec précipitations ≥ 10 mm | 0,6        | 0,5       | 0,8        | 1,7        | 3         | 2,6       | 3,8       | 4,3       | 3,9       | 2,5       | 1,4        | 1,2        | 26,5       |

| Diagramme climatique                                  |               |             |              |             |              |             |             |             |             |           |            |
| J                                                     | F             | M           | A            | M           | J            | J           | A           | S           | O           | N         | D          |
| −1,4−16,326,2                                         | −0,1−15,217,7 | 4,6−7,532,3 | 11,9−1,155,8 | 18,24,883,8 | 21,710,272,4 | 24,714,8114 | 25,616147,3 | 2211,1124,5 | 15,93,279,6 | 8,2−3,644 | 0,8−12,236 |
| Moyennes : • Temp. maxi et mini °C • Précipitation mm |               |             |              |             |              |             |             |             |             |           |            |

## Politique et administration

### Jumelage
- Wetaskiwin (Canada) depuis le 15 septembre 1990[3],[4]

## Population

### Démographie
Au 31 octobre 2023, la population d'Ashoro s'élevait à 6 191 habitants répartis sur une superficie de 1 408,04 km2.
| 1980   | 1985   | 1990   | 1995  | 2000  |
| ------ | ------ | ------ | ----- | ----- |
| 12 667 | 11 586 | 10 289 | 9 522 | 8 871 |

| 2005  | 2010  | 2015  | 2020  | - |
| ----- | ----- | ----- | ----- | - |
| 8 317 | 7 630 | 6 990 | 6 563 | - |

## Culture locale et patrimoine

### Personnalités liées à la commune
- Masazō Nonaka (1905-2019), doyen masculin de l'humanité entre janvier 2018 et janvier 2019[8]
- Chiharu Matsuyama (1955-), chanteur de folk